# Élections en Jamaïque
Les élections en Jamaïque permettent d’élire les membres de la Chambre des représentants la chambre basse du parlement jamaïcain ainsi que les instances locales.
Les élections générales doivent avoir lieu dans les cinq ans qui suivent la formation d'un nouveau gouvernement. Le Premier ministre peut cependant demander au gouverneur général que les élections aient lieu plus tôt.